# Calomnion denticulatum
Calomnion denticulatum là một loài rêu trong họ Calomniaceae. Loài này được Mitt. mô tả khoa học đầu tiên năm 1868.